# Unihockey-Weltmeisterschaft 2021
Die Endrunde der 13. Unihockey-Weltmeisterschaft der Herren (offiziell nach dem Jahr, in dem sie ursprünglich ausgetragen werden sollte, 2020 Men's World Floorball Championships) wurde vom 3. bis 11. Dezember 2021 in Helsinki, Finnland, ausgetragen.

## Veranstaltungsort
Die Spiele der Unihockey-Weltmeisterschaft 2021 fanden in Helsinki statt. Spielorte waren die Helsingin Jäähalli für die Gruppenspiele und Viertelfinals sowie die Hartwall Arena für die Halbfinalspiele und die Finalrunde. In der Helsingin Jäähalli wurden zwei Hallen genutzt.
| Hartwall Arena    | Helsingin Jäähalli Haupthalle | Helsingin Jäähalli Halle 2 |
| ----------------- | ----------------------------- | -------------------------- |
| Eisstadion        | Eisstadion                    | Eisfeld                    |
| Kapazität: 12.500 | Kapazität: 08200              | Kapazität: >1000           |
| 04 Spiele         | 22 Spiele                     | 22 Spiele                  |
| Hartwall Arena    | Helsingin Jäähalli            | Helsingin Jäähalli         |

## Qualifikation
35 Teams registrierten sich für die Teilnahme an den Weltmeisterschaften.
Finnland als gastgebende Mannschaft war automatisch qualifiziert.
In Europa wurde ein neues Qualifikationssystem eingeführt. Austragungsorte der Qualifikationsspiele waren Frederikshavn (Dänemark), Poprad (Slowakei) und Liepāja (Lettland). An den drei Orten traten Ende Januar/Anfang Februar 2020 an vier Tagen 24 Teams in sechs Gruppen gegeneinander an. Jedes Team spielte ein Mal gegen alle Gruppengegner. Danach spielte jedes Team gegen das gleichplatzierte der anderen Gruppe. Die beiden ersten Mannschaften und der Gewinner des Spiels um Platz drei qualifizierten sich für die Endrunde in Helsinki.
Das Qualifikationsturnier für Asien und Ozeanien, das in Bangkok geplant war, konnte wegen der COVID-19-Pandemie nicht durchgeführt werden. Die Teilnehmernationen wurden aufgrund ihres Rankings festgelegt. Japan und Australien konnten wegen Reiseeinschränkungen nicht teilnehmen und wurden durch Estland und die Philippinen ersetzt.
USA und Kanada waren beide automatisch qualifiziert, da die World Games 2022 in Birmingham, (Alabama, USA) stattfinden.
Erstmals nahm auch eine Mannschaft von der Elfenbeinküste an einer WM-Qualifikation teil. Die Ivoren spielten die Qualifikationsgruppe in der Slowakei.
| 10 aus Europa       | Finnland           | Schweden    | Schweiz  | Tschechien |
| inklusive Gastgeber | Deutschland        | Norwegen    | Dänemark | Lettland   |
|                     | Slowakei           | Polen       |          |            |
| 2 aus Amerika       | Vereinigte Staaten | Kanada      |          |            |
| 4 aus Asien         | Australien         | Japan       | Thailand | Singapur   |
| 2 Ersatzteams       | Estland            | Philippinen |          |            |

## Modus
Es wurde in vier Gruppen à vier Teams gespielt. In Gruppe A und B spielten hierbei die acht in der Weltrangliste am besten platzierten Teilnehmer, in den Gruppen C und D die restlichen Teams. Die Auslosung der Teams in die Gruppen erfolgte nach folgendem Schema.
|  | Direkt für das Viertelfinale qualifiziert |
|  | Für Playoff-Runde qualifiziert            |

| Gruppe A  | Gruppe B  | Gruppe C    | Gruppe D    |
| --------- | --------- | ----------- | ----------- |
| Platz 1–4 | Platz 1–4 | Platz 9–12  | Platz 9–12  |
| Platz 1–4 | Platz 1–4 | Platz 9–12  | Platz 9–12  |
| Platz 5–8 | Platz 5–8 | Platz 13–16 | Platz 13–16 |
| Platz 5–8 | Platz 5–8 | Platz 13–16 | Platz 13–16 |

Die beiden Erstplatzierten der Gruppen A und B qualifizierten sich nach der Gruppenphase direkt für das Viertelfinale, die Dritt- und Viertplatzierten spielten eine Playoff-Runde gegen die beiden Erstplatzierten der Gruppen C und D. Die Sieger dieser Playoff-Runde qualifizierten sich ebenfalls für das Viertelfinale.

## Auslosung
Die Auslosung fand am 10. März 2020 statt. Die Teams wurden gemäß ihrer Platzierung in der Weltrangliste in vier Töpfe aufgeteilt. (In Klammern die aktuelle Position.)
| Topf 1         | Topf 2          | Topf 3       | Topf 4                  |
| -------------- | --------------- | ------------ | ----------------------- |
| Finnland (1)   | Deutschland (5) | Slowakei (9) | Thailand (14)           |
| Schweden (2)   | Norwegen (6)    | Estland (10) | Vereinigte Staaten (15) |
| Schweiz (3)    | Dänemark (7)    | Kanada (11)  | Singapur (16)           |
| Tschechien (4) | Lettland (8)    | Polen (12)   | Philippinen (35)        |

Die Mannschaften wurden nacheinander beginnend mit Topf 4 aus den Töpfen gezogen. Die Mannschaften aus Topf 3 und 4 wurden alternierend auf Gruppe C und D verteilt, die Mannschaften der Töpfe 1 und 2 auf Gruppe A und B. Die Auslosung ergab folgende Gruppen.
| Gruppe A | Gruppe B    | Gruppe C           | Gruppe D    |
| -------- | ----------- | ------------------ | ----------- |
| Finnland | Schweiz     | Slowakei           | Kanada      |
| Schweden | Tschechien  | Polen              | Singapur    |
| Dänemark | Deutschland | Thailand           | Estland     |
| Lettland | Norwegen    | Vereinigte Staaten | Philippinen |

## Gruppenspiele

### Gruppe A
| Platz | Land     | Sp | S | U | N | +  | -  | Pkt |
| ----- | -------- | -- | - | - | - | -- | -- | --- |
| 1.    | Finnland | 3  | 3 | 0 | 0 | 21 | 05 | 6   |
| 2.    | Schweden | 3  | 2 | 0 | 1 | 29 | 09 | 4   |
| 3.    | Lettland | 3  | 0 | 1 | 2 | 08 | 23 | 1   |
| 4.    | Dänemark | 3  | 0 | 1 | 2 | 06 | 27 | 1   |

| 3. Dezember 2021 15:15 |  | Schweden | 11:1 (2:1, 4:0, 5:0) Spielbericht | Lettland | Helsingin Jäähalli, Helsinki Zuschauer: 573 |

| 3. Dezember 2021 18:30 |  | Finnland | 7:0 (5:0, 1:0, 1:0) Spielbericht | Dänemark | Helsingin Jäähalli, Helsinki Zuschauer: 2655 |

| 4. Dezember 2021 12:45 |  | Dänemark | 5:5 (2:2, 0:2, 3:1) Spielbericht | Lettland | Helsingin Jäähalli, Helsinki Zuschauer: 963 |

| 4. Dezember 2021 18:55 |  | Finnland | 7:3 (2:1, 1:1, 4:1) Spielbericht | Schweden | Helsingin Jäähalli, Helsinki Zuschauer: 7120 |

| 5. Dezember 2021 15:00 |  | Lettland | 2:7 (1:2, 1:4, 0:1) Spielbericht | Finnland | Helsingin Jäähalli, Helsinki Zuschauer: 2307 |

| 6. Dezember 2021 17:00 |  | Dänemark | 1:15 (1:4, 0:3, 0:8) Spielbericht | Schweden | Helsingin Jäähalli, Helsinki Zuschauer: 302 |

### Gruppe B
| Platz | Land        | Sp | S | U | N | +  | -  | Pkt |
| ----- | ----------- | -- | - | - | - | -- | -- | --- |
| 1.    | Schweiz     | 3  | 3 | 0 | 0 | 20 | 09 | 6   |
| 2.    | Tschechien  | 3  | 2 | 0 | 1 | 20 | 07 | 4   |
| 3.    | Norwegen    | 3  | 1 | 0 | 2 | 15 | 18 | 2   |
| 4.    | Deutschland | 3  | 0 | 0 | 3 | 06 | 27 | 0   |

| 3. Dezember 2021 19:30 |  | Deutschland | 0:11 (0:3, 0:3, 0:5) Spielbericht | Tschechien Filip Forman (2), Mikuláš Krbec, Filip Langer, Adam Delong (2), Dominik Beneš, Ondřej Němeček, David Šimek, Matěj Havlas, Martin Kisugite | Helsingin Jäähalli 2, Helsinki Zuschauer: 113 |

| 4. Dezember 2021 15:30 |  | Norwegen Marius Pedersen, Patrick Hjemgard, Eigentor, Ketil Kronberg, Tobias Hjorth | 5:7 (2:3, 2:1, 1:3) Spielbericht | Schweiz Christoph Meier, Nils Conrad, Manuel Maurer (2), Jan Zaugg, Michael Schiess (2) | Helsingin Jäähalli, Helsinki Zuschauer: 2233 |

| 5. Dezember 2021 12:00 |  | Deutschland Niklas Bröker, Mark-Oliver Bothe, Tino von Pritzbuer, Janos Bröker | 4:7 (0:4, 3:0, 1:3) Spielbericht | Norwegen Marius Pedersen (2), Marcus Hamrin, Ole Mossin Olesen (3), Patrick Hjemgard | Helsingin Jäähalli, Helsinki Zuschauer: 512 |

| 5. Dezember 2021 18:45 |  | Tschechien Marek Beneš, Ondřej Němeček | 2:4 (2:1, 0:1, 0:2) Spielbericht | Schweiz Joël Rüegger, Michael Schiess, Jan Zaugg, Christoph Meier | Helsingin Jäähalli, Helsinki Zuschauer: 789 |

| 6. Dezember 2021 17:15 |  | Schweiz Tim Braillard, Manuel Maurer, Pascal Michel, Michael Schiess, Patrick Mendelin, Christoph Meier (2), Paolo Riedi, Jan Zaugg | 9:2 (2:1, 2:0, 5:1) Spielbericht | Deutschland Tino von Pritzbuer, Florian Weißkirchen | Helsingin Jäähalli 2, Helsinki Zuschauer: 155 |

| 6. Dezember 2021 19:45 |  | Tschechien Marek Beneš, Jakub Gruber (2), David Šimek, Tom Ondrušek, Adam Delong, Filip Langer | 7:3 (2:0, 4:1, 1:2) Spielbericht | Norwegen Patrick Hjemgard, Ole Martin Jansson, Ole Mossin Olesen | Helsingin Jäähalli, Helsinki Zuschauer: 216 |

### Gruppe C
| Platz | Land               | Sp | S | U | N | +  | -  | Pkt |
| ----- | ------------------ | -- | - | - | - | -- | -- | --- |
| 1.    | Slowakei           | 3  | 3 | 0 | 0 | 38 | 07 | 6   |
| 2.    | Polen              | 3  | 2 | 0 | 1 | 30 | 14 | 4   |
| 3.    | Thailand           | 3  | 1 | 0 | 2 | 17 | 26 | 2   |
| 4.    | Vereinigte Staaten | 3  | 0 | 0 | 3 | 04 | 42 | 0   |

| 3. Dezember 2021 14:00 |  | Polen | 8:6 (3:2, 1:3, 4:1) Spielbericht | Thailand | Helsingin Jäähalli 2, Helsinki Zuschauer: 78 |

| 3. Dezember 2021 16:45 |  | Slowakei | 15:1 (7:1, 4:0, 4:0) Spielbericht | Vereinigte Staaten | Helsingin Jäähalli 2, Helsinki Zuschauer: 67 |

| 4. Dezember 2021 14:45 |  | Thailand | 9:3 (2:1, 2:0, 5:2) Spielbericht | Vereinigte Staaten | Helsingin Jäähalli 2, Helsinki Zuschauer: 421 |

| 4. Dezember 2021 17:30 |  | Polen | 4:8 (1:3, 1:3, 2:2) Spielbericht | Slowakei | Helsingin Jäähalli 2, Helsinki Zuschauer: 721 |

| 5. Dezember 2021 17:30 |  | Thailand | 2:15 (1:5, 1:5, 0:5) Spielbericht | Slowakei | Helsingin Jäähalli 2, Helsinki Zuschauer: 275 |

| 6. Dezember 2021 14:30 |  | Vereinigte Staaten | 0:18 (0:7, 0:7, 0:4) Spielbericht | Polen | Helsingin Jäähalli 2, Helsinki Zuschauer: 127 |

### Gruppe D
| Platz | Land        | Sp | S | U | N | +  | -  | Pkt |
| ----- | ----------- | -- | - | - | - | -- | -- | --- |
| 1.    | Estland     | 3  | 3 | 0 | 0 | 47 | 12 | 6   |
| 2.    | Kanada      | 3  | 2 | 0 | 1 | 26 | 37 | 4   |
| 3.    | Philippinen | 3  | 1 | 0 | 2 | 23 | 30 | 2   |
| 4.    | Singapur    | 3  | 0 | 0 | 3 | 14 | 31 | 0   |

| 3. Dezember 2021 12:30 |  | Singapur | 8:9 (3:2, 0:3, 5:4) Spielbericht | Kanada | Helsingin Jäähalli, Helsinki Zuschauer: 350 |

| 4. Dezember 2021 12:00 |  | Philippinen | 6:13 (0:3, 2:7, 4:3) Spielbericht | Estland | Helsingin Jäähalli 2, Helsinki Zuschauer: 301 |

| 5. Dezember 2021 12:00 |  | Singapur | 4:9 (0:5, 1:1, 3:3) Spielbericht | Philippinen | Helsingin Jäähalli 2, Helsinki Zuschauer: 295 |

| 4. Dezember 2021 14:45 |  | Kanada | 4:21 (1:6, 2:9, 1:6) Spielbericht | Estland | Helsingin Jäähalli 2, Helsinki Zuschauer: 311 |

| 6. Dezember 2021 10:15 |  | Estland | 13:2 (4:0, 3:1, 6:1) Spielbericht | Singapur | Helsingin Jäähalli, Helsinki Zuschauer: 103 |

| 6. Dezember 2021 13:00 |  | Kanada | 13:8 6:3, 4:3, 3:2) Spielbericht | Philippinen | Helsingin Jäähalli, Helsinki Zuschauer: 306 |

## Play-offs
|  | Zwischenrunde | Zwischenrunde | Zwischenrunde |    |          | Viertelfinale | Viertelfinale | Viertelfinale |    |          | Halbfinale | Halbfinale | Halbfinale |  |  | Finale | Finale | Finale |
|  |               |               |               |    |          |               |               |               |    |          |            |            |            |  |  |        |        |        |
|  |               |               |               |    |          | A1            | Finnland      | 50            |    |          |            |            |            |  |  |        |        |        |
|  | B4            | Deutschland   | 30            |    |          | A1            | Finnland      | 50            |    |          |            |            |            |  |  |        |        |        |
|  | B4            | Deutschland   | 30            | C1 | Slowakei | 10            |               |               |    |          |            |            |            |  |  |        |        |        |
|  | C1            | Slowakei      | 70            | C1 | Slowakei | 10            |               |               | A1 | Finnland | 30         |            |            |  |  |        |        |        |
|  | C1            | Slowakei      | 70            |    |          |               |               |               | A1 | Finnland | 30         |            |            |  |  |        |        |        |
|  |               |               |               |    | B2       | Tschechien    | 20            |               |    |          |            |            |            |  |  |        |        |        |
|  |               |               |               | B2 | B2       | Tschechien    | 20            | Tschechien    | 90 |          |            |            |            |  |  |        |        |        |
|  | A3            | Lettland      | 160           | B2 |          |               |               | Tschechien    | 90 |          |            |            |            |  |  |        |        |        |
|  | A3            | Lettland      | 160           | A3 | Lettland | 10            |               |               |    |          |            |            |            |  |  |        |        |        |
|  | D2            | Kanada        | 30            | A3 | Lettland | 10            |               |               | A1 | Finnland | 40         |            |            |  |  |        |        |        |
|  | D2            | Kanada        | 30            |    |          |               |               |               | A1 | Finnland | 40         |            |            |  |  |        |        |        |
|  |               |               |               |    | A2       | Schweden      | 60            |               |    |          |            |            |            |  |  |        |        |        |
|  |               |               |               | B1 | A2       | Schweden      | 60            | Schweiz       | 90 |          |            |            |            |  |  |        |        |        |
|  | A4            | Dänemark      | 30            | B1 |          |               |               | Schweiz       | 90 |          |            |            |            |  |  |        |        |        |
|  | A4            | Dänemark      | 30            | D1 | Estland  | 0             |               |               |    |          |            |            |            |  |  |        |        |        |
|  | D1            | Estland       | 50            | D1 | Estland  | 0             |               |               | B1 | Schweiz  | 10         |            |            |  |  |        |        |        |
|  | D1            | Estland       | 50            |    |          |               |               |               | B1 | Schweiz  | 10         |            |            |  |  |        |        |        |
|  |               |               |               |    | A2       | Schweden      | 60            |               |    |          |            |            |            |  |  |        |        |        |
|  |               |               |               | A2 | A2       | Schweden      | 60            | Schweden      | 80 |          |            |            |            |  |  |        |        |        |
|  | B3            | Norwegen      | 70            | A2 |          |               |               | Schweden      | 80 |          |            |            |            |  |  |        |        |        |
|  | B3            | Norwegen      | 70            | B3 | Norwegen | 20            |               |               |    |          |            |            |            |  |  |        |        |        |
|  | C2            | Polen         | 30            | B3 | Norwegen | 20            |               |               |    |          |            |            |            |  |  |        |        |        |
|  | C2            | Polen         | 30            |    |          |               |               |               |    |          |            |            |            |  |  |        |        |        |

### Zwischenrunde
| 7. Dezember 2021 12:00 Uhr |  | Deutschland Julian Nihlen (2), Sascha Herlt | 3:7 (0:3, 1:1, 2:3) Spielbericht | Slowakei | Helsingin Jäähalli, Helsinki Zuschauer: 473 |

| 7. Dezember 2021 15:00 Uhr |  | Lettland | 16:3 (6:1, 3:0, 7:2) Spielbericht | Kanada | Helsingin Jäähalli, Helsinki Zuschauer: 213 |

| 7. Dezember 2021 18:00 Uhr |  | Norwegen | 7:3 (2:1, 1:2, 4:0) Spielbericht | Slowakei | Helsingin Jäähalli, Helsinki Zuschauer: 163 |

| 7. Dezember 2021 09:00 Uhr |  | Dänemark | 3:5 (0:0, 2:2, 1:3) Spielbericht | Estland | Helsingin Jäähalli, Helsinki Zuschauer: 1065 |

### Viertelfinale
| 8. Dezember 2021 17:45 Uhr |  | Finnland | 5:1 (2:0, 2:1, 1:0) Spielbericht | Slowakei | Helsingin Jäähalli, Helsinki Zuschauer: 1.728 |

| 8. Dezember 2021 14:30 Uhr |  | Tschechien | 9:1 (1:0, 2:1, 6:0) Spielbericht | Lettland | Helsingin Jäähalli, Helsinki Zuschauer: 468 |

| 9. Dezember 2021 14:30 Uhr |  | Schweiz Paolo Riedi (2), Jan Zaugg, Luca Graf, Tobias Heller, Jan Bürki, Claudio Laely, Nicola Bischofberger, Manuel Maurer | 9:0 (3:0, 2:0, 4:0) Spielbericht | Estland | Helsingin Jäähalli, Helsinki Zuschauer: 1.209 |

| 9. Dezember 2021 17:30 Uhr |  | Schweden | 8:2 (6:0, 0:0, 2:2) Spielbericht | Norwegen | Helsingin Jäähalli, Helsinki Zuschauer: 1.112 |

### Halbfinale
| 10. Dezember 2021 17:45 Uhr |  | Finnland Justus Kainulainen, Peter Kotilainen, Sami Johansson | 3:2 (0:2, 2:0, 1:0) Spielbericht | Tschechien Adam Hemerka, Marek Beneš | Hartwall Arena, Helsinki Zuschauer: 10.263 |

| 10. Dezember 2021 14:30 Uhr |  | Schweden Eigentor, Tobias Gustafsson, Kim Nilsson, Johan Samuelsson, Casper Backby, Alexander Galante Carlstrom | 6:1 (2:0, 0:1, 4:0) Spielbericht | Schweiz Claudio Laely | Hartwall Arena, Helsinki Zuschauer: 6.453 |

### Spiel um Platz 3
| 11. Dezember 2021 13:30 Uhr |  | Tschechien Josef Rypar, Filip Langer (2), Matej Havlas, Marek Benes | 4:3 n. V. (1:1, 0:1, 2.1, 1:0) Spielbericht | Schweiz Christoph Camenisch, Eigentor, Jan Bürki | Hartwall Arena, Helsinki Zuschauer: 10.065 |

### Finale
| 11. Dezember 2021 16:30 Uhr | Wehinger/Zurbuchen | Finnland Justus Kainulainen (3), Eemeli Salin, | 4:6 (2:0, 0:3, 2:3) Spielbericht | Schweden Rasmus Enstrom, Kim Nilsson, Linus Nordgren, Albin Sjögren, Tobias Gustafsson, Hampus Ahren | Hartwall Arena, Helsinki Zuschauer: 12.508 |

## Platzierungsspiele

### Spiele um Platz 13 – 16
|  | Spiele um Platz 13 – 16 | Spiele um Platz 13 – 16 | Spiele um Platz 13 – 16 |    |             | Spiel um Platz 13 | Spiel um Platz 13  | Spiel um Platz 13 |
|  |                         |                         |                         |    |             |                   |                    |                   |
|  |                         |                         |                         |    |             |                   |                    |                   |
|  | D3                      | Philippinen             | 10                      |    |             |                   |                    |                   |
|  | C4                      | Vereinigte Staaten      | 5                       |    |             |                   |                    |                   |
|  |                         |                         |                         | D3 | Philippinen | 8                 |                    |                   |
|  |                         |                         |                         |    | C3          | Thailand          | PS9PS              |                   |
|  | C3                      | Thailand                | 11                      |    |             |                   |                    |                   |
|  | D4                      | Singapur                | 6                       |    |             | Spiel um Platz 15 | Spiel um Platz 15  | Spiel um Platz 15 |
|  |                         |                         |                         |    |             | C4                | Vereinigte Staaten | 4                 |
|  | D4                      | Singapur                | 2                       |    |             |                   |                    |                   |
|  |                         |                         |                         |    |             |                   |                    |                   |

V Sieg in der Overtime

PS Sieg nach dem Penalty-Shoutout
| 7. Dezember 2021 14:30 Uhr |  | Philippinen | 10:5 (4:3, 2:1, 4:1) Spielbericht | Vereinigte Staaten | Helsingin Jäähalli, Helsinki Zuschauer: 101 |

| 7. Dezember 2021 17:15 Uhr |  | Thailand | 11:6 (4:1, 6:1, 1:4) Spielbericht | Singapur | Helsingin Jäähalli, Helsinki Zuschauer: 217 |

#### Spiel um Platz 15
| 8. Dezember 2021 13:00 Uhr |  | Vereinigte Staaten | 4:2 (0:1, 2:0, 2:1) Spielbericht | Singapur | Helsingin Jäähalli, Helsinki Zuschauer: 123 |

#### Spiel um Platz 13
| 8. Dezember 2021 16:00 Uhr |  | Philippinen | 8:9 n. PS. (2:3, 2:1, 4:4, 0:0, 1:2) Spielbericht | Thailand | Helsingin Jäähalli, Helsinki Zuschauer: 128 |

### Spiele um Platz 9 – 12
|  | Spiele um Platz 9 – 12 | Spiele um Platz 9 – 12 | Spiele um Platz 9 – 12 |    |          | Spiel um Platz 9  | Spiel um Platz 9  | Spiel um Platz 9  |
|  |                        |                        |                        |    |          |                   |                   |                   |
|  |                        |                        |                        |    |          |                   |                   |                   |
|  | C2                     | Polen                  | 3                      |    |          |                   |                   |                   |
|  | D4                     | Dänemark               | 7                      |    |          |                   |                   |                   |
|  |                        |                        |                        | A4 | Dänemark | 3                 |                   |                   |
|  |                        |                        |                        |    | B4       | Deutschland       | 6                 |                   |
|  | D2                     | Kanada                 | 7                      |    |          |                   |                   |                   |
|  | B4                     | Deutschland            | 15                     |    |          | Spiel um Platz 11 | Spiel um Platz 11 | Spiel um Platz 11 |
|  |                        |                        |                        |    |          | C2                | Polen             | PS6PS             |
|  | D2                     | Kanada                 | 5                      |    |          |                   |                   |                   |
|  |                        |                        |                        |    |          |                   |                   |                   |

V Sieg in der Overtime

PS Sieg nach dem Penalty-Shoutout
| 8. Dezember 2021 10:00 Uhr |  | Kanada | 7:15 (1:3, 2:4, 4:8) Spielbericht | Deutschland | Helsingin Jäähalli 2, Helsinki Zuschauer: 360 |

| 8. Dezember 2021 11:30 Uhr |  | Polen | 3:7 (1:5, 1:2, 1:0) Spielbericht | Dänemark | Helsingin Jäähalli, Helsinki Zuschauer: 812 |

#### Spiel um Platz 11
| 9. Dezember 2021 08:30 Uhr |  | Polen | 6:5 n. PS. (1:2, 2:3, 2:0, 0:0, 3:1) Spielbericht | Kanada | Helsingin Jäähalli, Helsinki Zuschauer: 1013 |

#### Spiel um Platz 9
| 9. Dezember 2021 11:30 Uhr |  | Dänemark | 3:6 (2:1, 0:4, 1:1) Spielbericht | Deutschland | Helsingin Jäähalli, Helsinki Zuschauer: 574 |

### Spiele um Platz 5 – 8
|  | Spiele um Platz 5 – 8 | Spiele um Platz 5 – 8 | Spiele um Platz 5 – 8 |    |          | Spiel um Platz 5 | Spiel um Platz 5 | Spiel um Platz 5 |
|  |                       |                       |                       |    |          |                  |                  |                  |
|  |                       |                       |                       |    |          |                  |                  |                  |
|  | C1                    | Slowakei              | 2                     |    |          |                  |                  |                  |
|  | A3                    | Lettland              | 6                     |    |          |                  |                  |                  |
|  |                       |                       |                       | A3 | Lettland | 4                |                  |                  |
|  |                       |                       |                       |    | B3       | Norwegen         | 2                |                  |
|  | D1                    | Estland               | 4                     |    |          |                  |                  |                  |
|  | B3                    | Norwegen              | V5V                   |    |          | Spiel um Platz 7 | Spiel um Platz 7 | Spiel um Platz 7 |
|  |                       |                       |                       |    |          | C1               | Slowakei         | V8V              |
|  | D1                    | Estland               | 7                     |    |          |                  |                  |                  |
|  |                       |                       |                       |    |          |                  |                  |                  |

V Sieg in der Overtime

PS Sieg nach dem Penalty-Shoutout
| 10. Dezember 2021 09:00 Uhr |  | Slowakei | 2:6 (0:1, 1:2, 1:3) Spielbericht | Lettland | Helsingin Jäähalli 2, Helsinki Zuschauer: 323 |

| 10. Dezember 2021 12:00 Uhr |  | Estland | 4:5 n. V. (2:2, 0:2, 2:0, 0:1) Spielbericht | Norwegen | Helsingin Jäähalli 2, Helsinki Zuschauer: 240 |

#### Spiel um Platz 7
| 11. Dezember 2021 09:01 Uhr |  | Slowakei | 8:7 n. V. (3:1, 3:3, 1:3, 1:0) Spielbericht | Estland | Helsingin Jäähalli 2, Helsinki Zuschauer: 163 |

#### Spiel um Platz 5
| 11. Dezember 2021 11:59 Uhr |  | Lettland | 4:2 (0:0, 3:0, 1:2) Spielbericht | Norwegen | Helsingin Jäähalli 2, Helsinki Zuschauer: 143 |

## Abschlussplatzierungen
| RF | Team               |
| -- | ------------------ |
| 1  | Schweden           |
| 2  | Finnland           |
| 3  | Tschechien         |
| 4  | Schweiz            |
| 5  | Lettland           |
| 6  | Norwegen           |
| 7  | Slowakei           |
| 8  | Estland            |
| 9  | Deutschland        |
| 10 | Dänemark           |
| 11 | Polen              |
| 12 | Kanada             |
| 13 | Thailand           |
| 14 | Philippinen        |
| 15 | Vereinigte Staaten |
| 16 | Singapur           |

### All-star team
- Bester Torhüter:  Lukáš Bauer
- Beste Verteidiger:  Juha Kivilehto,  Tobias Gustafsson
- Bester Center:  Justus Kainulainen
- Beste Angreifer:  Marek Beneš,  Ville Lastikka

## Kennzahlen
Dem Turnier wohnten insgesamt 71.361 Zuschauer teil. Insgesamt wurden 27.297 Eintrittskarten verkauft.
Das Finalspiel, in Finnland von Yle ausgestrahlt, erreichte im Gastland alleine 1.109.000 Fernsehzuschauer.
Alle Spiele waren live auf YouTube zu sehen. In 1.165.035 Sitzungen (Views) wurden 252.710 Stunden geschaut mehr als 10.529 Tage.
Die IFF-Mobile-App wurde vor und während der WM etwa 2.600 Mal heruntergeladen. Während des Turniers nutzten 8700 Personen das App.